# アガベシロップ

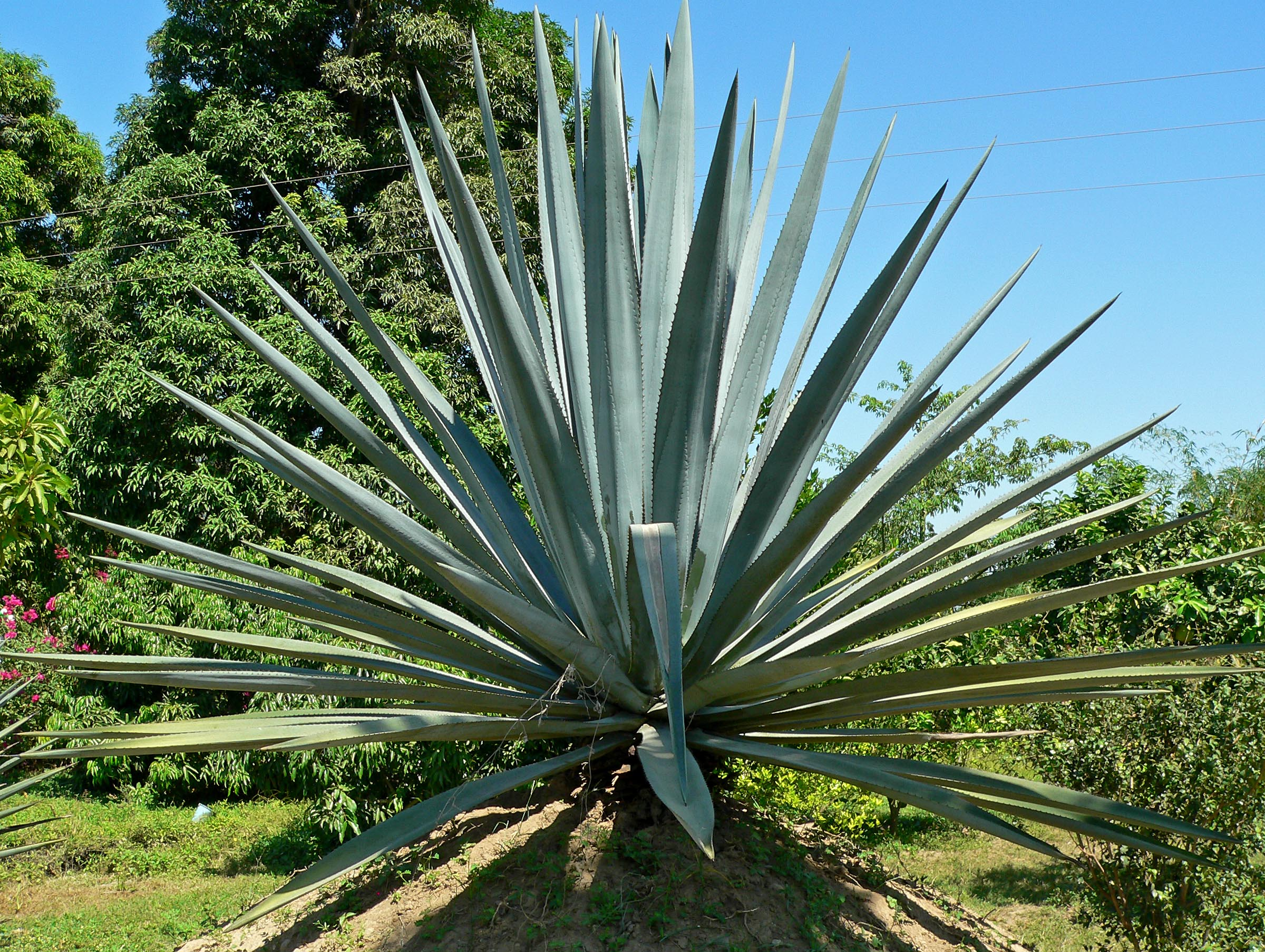
ブルーアガベ

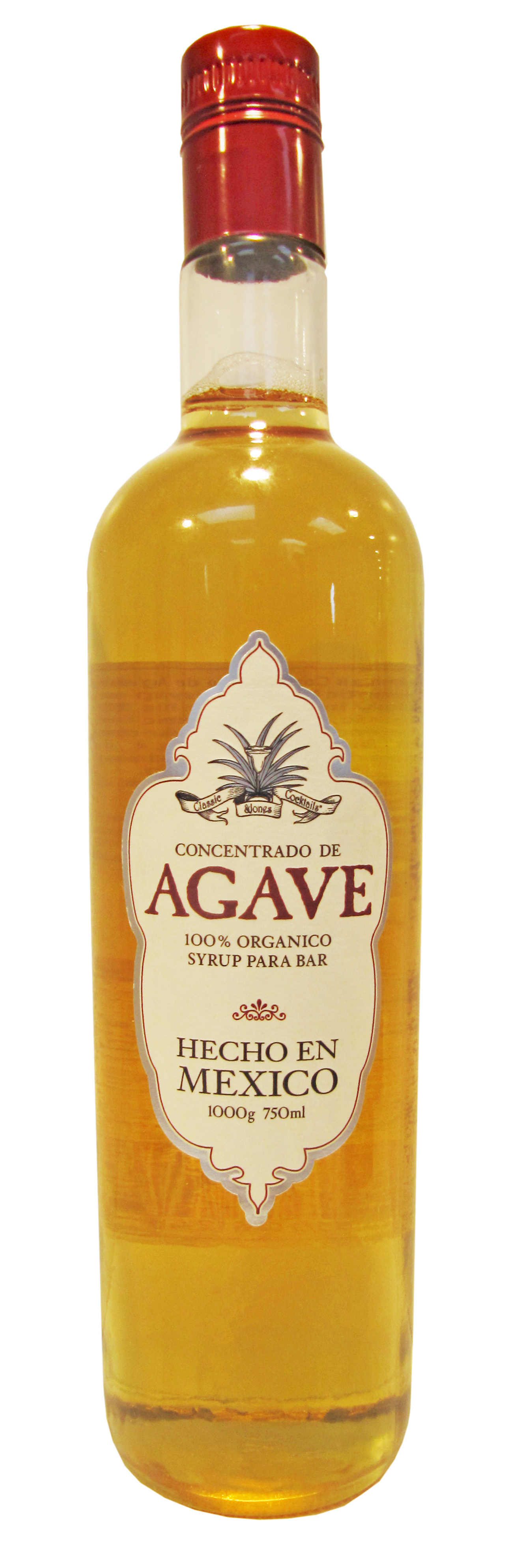
アガベシロップの瓶

アガベシロップ (英語: agave syrup、スペイン語: aguamiel) とは、リュウゼツラン科アガベ属内の「テキーラ・リュウゼツラン（ブルーアガベ）」、「アガベ・サルミアナ」を含む数種類のアガベの樹液の甘味料である。砂糖の1.4 - 1.6倍の甘さを持つ。蜂蜜と比較しても甘く、粘り気は少ない。ほとんどのアガベシロップはメキシコ、南アフリカが原産である。 
発酵させたアルコールはプルケと呼ばれ、それらを蒸留したものがメスカル、法律で定められた手法で製造したメスカルはテキーラとして有名である。

## 成分
主成分は果糖とブドウ糖で、果糖47%とブドウ糖16%、別の情報源では果糖56%とブドウ糖20%とされる。この違いは、リュウゼツランの種類や製造メーカーの違いによるものである。
製造時にフィルタリングしていないタイプでは、植物性ミネラルを含む。
水に可溶なので、飲料に良く溶ける。料理には砂糖や蜂蜜などの代替として使用可能である。ライト、アンバー、ダークなどの種類があり、それぞれ独特の風味を持つ。アンバーはキャラメル風味で、ダークはさらにキャラメルの風味が強い。

## 製造
- テキーラ・リュウゼツラン等の場合は、樹齢7 - 14年のリュウゼツランの葉をすべてコアから切り離し、コアから樹液を搾り取る。絞り汁は濾過され、濾過後に熱で濃縮される。
- アガベ・サルミアナ等の場合は、茎が成長する前に茎に穴を開け容器を繋げ、毎日溜まる液体を収集する。

熱処理しない場合は、米国食品医薬品局によって安全性が認められているコウジカビの一種アスペルギルス・ニガー由来の酵素を使用して、イヌリンを果糖に分解する方法が米国特許として認証されている。

## 健康
一時期、健康甘味料として販売されたが、非常に高い果糖含有量、およびインスリン抵抗性を示し、摂りすぎた場合中性脂肪
（トリグリセライド）により心臓疾患を引き起こす可能性があるとして非難が高まった。
アガベシロップの血糖値に与える影響は果糖と同等であり 、砂糖（ショ糖）に比べ非常に低いグリセミック指数とグリセミック負荷である。
しかしながら、アガベシロップは高い果糖濃度を持ち、大量に摂取すると果糖の吸収不良を引き起こし、メタボリックシンドローム、高トリグリセリド血症につながる可能性がある。